# 變相
變相，亦稱變繪、變等，佛教術語，陳述佛陀、聖人的“神變”之“相”，指将佛經或佛教故事中的典故、事件，或佛經描述的世界概貌，如地獄、天界、淨土等，以繪畫、佛像为载体，予以展示、传播。
習慣上，經文中的情節故事畫叫經變或經變畫，重在“經”；非情節性的人物畫叫變相、變像或變像图，重在“像”；有時一併通稱為變相。在藏傳佛教中，這種形式稱為“曼荼羅”。

## 概述
“變相”的“變”，指神變（藏語：རྣམཔརཧཕྲུལ，威利转写：rnam-par-hphrul，或藏語：རདསུཧཕྲུལ，威利转写：rdsu-hphrul），即佛、菩薩、阿羅漢聖人用三明六通展現種種神奇的變化，以方便教化眾生。變相即指通過藝術手段——通常以繪畫、雕塑的方式——將神變之相展現出來，在古時候就已經存在。實際上，這種藝術形式在婆羅門教中已經存在，佛教只是加以利用，例如佛陀就曾教導用有輪繪像教化眾生離苦向道。
在印度桑吉大塔佛教遺址，以及巴户特佛塔遺址，就有許多變相雕刻和壁畫。據《洛陽伽藍記·卷五》記載，北魏時，印度犍陀羅國還有“雀離浮圖”。

## 在北傳佛教中的發展

### 變相
古代漢字文化圈內，通常只有士族、儒生、道士、僧人等才會識字，平民识字的人不多，民众文化程度低下。为了传播推广宗教教义，方便大众阅读理解，政府或宗教组织以至个别画家都会根据自己的理解，将复杂的经文转化为图画，陈列给民众参观学习，此風盛行於漢傳佛教與藏傳佛教的地區。
中国甘肃、青海、西藏自治区等地，有着众多佛教的經變畫，其中敦煌的莫高窟的壁画更是杰出代表作。敦煌石窟壁畫常見有釋迦牟尼佛本生故事變相，像“割肉飼鷹變相”，繪畫阿彌陀佛、藥師琉璃光佛、釋迦牟尼佛、觀世音菩薩、彌勒菩薩等聖人的“淨土變相”，西方三聖來迎的“淨土變相”，“華嚴經變”、“法華經變”、“地獄變相”、“地藏十王變相”（佛道合流的產物）等等。

### 變文
受佛教變相的影響，唐朝開始出現了一種新的文學体裁，稱為“變文”，是一種佛教通俗化、佛經再翻譯的運動。簡而言之，僧侶將佛經中的道理和故事，用梵唄講唱的方式表現出來，這些故事內容通俗易懂，寫成稿本後即是變文。有時變文也書寫在變繪上，亦稱變相或變文。如《降魔變文》、《破魔變文》、《維摩詰經變文》、《金剛經變文》、《大目乾連冥間救母變文》。
變文不僅描述佛教故事，這種文學體裁也用於描述古代歷史故事、民間故事，或將本土人物和佛教傳說結合起來，如《伍子胥變文》、《王昭君變文》、《韓擒虎話本》、《唐太宗入冥記》、《舜子至孝變文》、《劉家太子變文》、《董永變文》。
变文對後世的诸宫调、宝卷、鼓词、彈詞藝術的形成和定型起到了重要作用。

## 外部連結
- 略论变相的创作及用途
- 佛門網佛學辭典【變相】詞條[]
- 敦煌